# Winfried Knorr
Winfried Knorr (* 23. Mai 1931 in Heidelberg; † 1. Januar 2009 ebenda) war ein deutscher Verleger, Mitherausgeber, Geschäftsführer und Chefredakteur der „Rhein-Neckar-Zeitung“ (RNZ). 
Winfried Knorr übernahm 1976 von seinem Vater, dem SPD-Landtagsabgeordneten Hermann Knorr, den Zeitungsverlag, den Hermann Knorr zusammen mit dem FDP-Politiker Theodor Heuss und dem KPD-Politiker Rudolf Agricola 1945 gegründet hatte. Anfangs leitete er zusammen mit seinem Bruder Ludwig Knorr, später auch mit seinem Sohn Joachim Knorr und seiner Nichte Inge Höltzcke den Zeitungsverlag. Winfried Knorr war zunächst stellvertretender Chefredakteur, später Chefredakteur und zusammen mit seinem Bruder Mitherausgeber. Über Jahrzehnte verfasste er den Leitartikel für die Rhein-Neckar-Zeitung.
Winfried Knorr erlag am Neujahrsmorgen 2009 einer langjährigen Krebserkrankung.